# Вологодский кремль

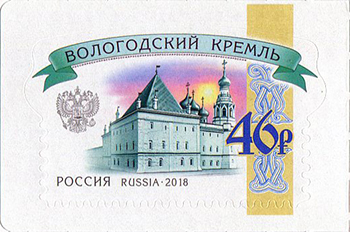
Вологодский кремль на почтовой марке России 2018 года из серии «Российские кремли».

Волого́дский кре́мль (Город, Насон-город) — историко-архитектурный ансамбль в центральной части Вологды, заложенный как крепость в 1567 году по приказу царя Ивана Грозного и игравший роль оборонительного укрепления в XVI—XVII веках. К 1820-м годам стены и башни кремля были разобраны. В настоящее время Вологодским кремлём не вполне полноправно называют укреплённый комплекс Архиерейского двора XVII века, находившийся внутри крепости Ивана Грозного.

## Кремль в XVI веке
Каменный детинец Вологды начал сооружаться 28 апреля 1566 года по приказу Ивана IV (Грозного) в день святых апостолов Иасона и Сосипатра. Это событие впоследствии дало другое название крепости — Насон-город. Руководить работами был приглашён английский инженер Хемфри Локк,по другим сведениям русский инженер Размысл Петров. Царь собирался создать здесь свою резиденцию. Территория кремля ограничивалась с севера рекой Вологдой, с юго-востока был прорыт ров — современная река Золотуха, на юге граница проходила по современной Октябрьской улице, где также был прорыт ров, на западе граница проходила по современной Ленинградской улице, где был прорыт ров и насыпаны земляные валы. Вода в рвы подавалась из реки Содимы, русло которой предположительно было изменено.
Строительство сооружений кремля было прервано в 1571 году после неожиданного отъезда царя из Вологды. К этому времени возвели каменную стену с девятью башнями с юго-восточной стороны, две башни с пряслами между ними на юго-западном углу. Внутри детинца был построен каменный соборный храм — Софийский собор и деревянный царский дворец с церковью Иоакима и Анны.
После отъезда царя, на месте недостроенных стен был поставлен деревянный острог с 21 (по другим сведениям 23) шатровой башней. Полностью каменной была стена с юго-востока и частично с северо-запада.
Недостроенный кремль, тем не менее поражал своими размерами. Немецкий авантюрист Г. Штаден, в 1575—1576 гг. побывавший на Севере, и в частности в Вологде, сообщал:

«город начат постройкой; половина стены из камня, другая — из дерева. Здесь выстроены каменные палаты; в них лежат серебряные и золотые деньги, драгоценности и соболя… Здесь лежит также около 300 штук пушек, недавно отлитых в Москве… Во время опричнины в этом городе день и ночь держали стражу 500 стрельцов».

## Кремль в XVII веке
22 сентября 1612 года при набеге поляков и литовцев сгорела часть стен и башен. В 1632 году острог был обновлён новыми деревянными стенами.
В 1657 году при царе Алексее Михайловиче были нарублены на восточных каменных башнях деревянные верхи, а между ними — деревянные стены. Южная стена была выстроена вновь. Между Обуховской и Пороховой угловыми каменными башнями выстроены три деревянные башни, из них средняя, Борисоглебская, — проезжая, две крайние — глухие.
Западная стена имела две угловые башни: Пороховую каменную башню южной стены и деревянную угловую башню на берегу реки Вологды. Между ними были четыре промежуточные башни: одна каменная, постройки XVI века, с новой деревянной надстройкой и три новые, деревянные.
Северная стена имела между угловыми пять деревянных башен, одна из которых Софейская-проходная. Между башнями шла деревянная стена. Крепостные стены имели 11 каменных башен XVI века с деревянными шатровыми надстройками XVII века и 12 деревянных башен, построенных вновь.
Башни Вологодского кремля в XVII веке:
- Вознесенская (каменная, угловая)
- Глухая (каменная)

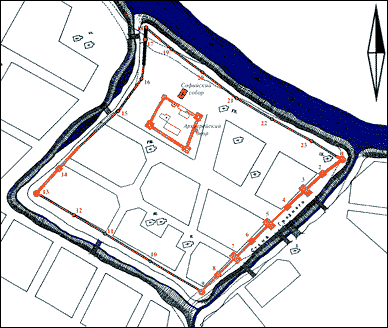
Схематический план Вологодского кремля на современной сетке улиц. Реконструкция Н.Фалина. В северной части расположен Архиерейский двор и Софийский собор

- Спасская проездная (каменная, с Никольскими воротами)
- Глухая (каменная)
- Пятницкая проездная (каменная, с Пятницкими воротами)
- Глухая (каменная) — фундамент этой башни был обнаружен при археологических работах в 2013 году. Раскопки продолжились в 2022 году. Были раскопаны 2 стены башни из 4
- Благовещенская проездная (каменная, с Благовещенскими воротами)
- Глухая (каменная)
- Обуховская (каменная, угловая)
- Глухая (деревянная)
- Борисоглебская проездная (деревянная, с Борисоглебскими воротами)
- Власьевская (деревянная)
- Пречистенская (каменная, угловая, также иногда называлась: Пороховая, Свиблова) — в 2013 году при археологических работах была найдена кирпичная кладка пола этой башни
- Глухая (каменная)
- Прилуцкая (деревянная)
- Башня против Ильинского монастыря (деревянная)
- Ильинская (деревянная, с Ильинскими воротами) — прясла стен рядом с этой башней были из камня
- Наугольная Ильинская (деревянная, угловая, также иногда называлась: Свирловая)
- Преображенская (деревянная)
- Софейская (деревянная, с Софейскими воротами)
- Рождественская (деревянная)
- Соловецкая (деревянная)
- Вознесенская (деревянная, с Вознесенскими воротами)

Планировка и строительство внутри кремля. Планировка улиц внутри кремля определялась направлением главных дорог: от Спасских ворот к Софийскому собору и Ильинским воротам, от Пятницких ворот к Пятницкой церкви и Пятницкому проезду, от Благовещенских ворот к Благовещенской церкви и далее к западной стене. Между главными магистралями устраивались жилые улицы и проезды. Центральной площадью кремля являлась Соборная, ныне Кремлёвская площадь. На ней располагались: Софийский собор, архиерейские палаты и царский дворец.

Вдоль восточной стены, идущей по берегу реки Золотухи, внутри кремля размещались государственные службы: изба съезжая, дьячая с комнатой на подклете, с сенями (канцелярия воеводы); против неё стояла избушка писчая, в которой заседали площадные подьячие. Тут же находилась опальная тюрьма, состоящая из двух изб, огороженных стоячим тыном. Позади них стояли восемь государевых житниц, в которых хранился хлеб, собранный в виде податей с уездных людей. Напротив глухой каменной башни, что южнее Пятницких ворот, стояла изба губная с сенями — здесь заседали губные старосты, ведающие уголовными, или губными, делами. Подле неё находился тюремный двор, обнесённый тыном. Там же располагались изба казённая, где вершили финансовые дела, и изба таможенная, где собирали государеву пошлину. Между Пятницкой и Спасской башнями находилась Торговая площадь. На ней в 1627 году было одиннадцать торговых рядов, а в 1711 году их стало уже двадцать два. В городе не помещались все ряды, и их стали строить на берегу реки Золотухи. Назывались ряды по товару: калашный, пряничный, мясной, соляной, рыбный, коробейный, свечной, горшечный, суконный, ветошный и другие. В каждом ряду было по нескольку лавок. В свечном, например, было 109 лавок.
Между Спасской и Вологодской угловой башнями находился Гостиный двор. В 1627 году он занимал участок земли длиной 98, шириной 92 метра и был огорожен забором. На дворе была церковь Петра и Павла и стояли государевы амбары, рубленные в одну стену и под одну кровлю на подклетях, у верхнего этажа была галерея, ограждённая перилами. Здесь же размещались две гостиные избы с комнатами, в которых жили лица, ведающие продажей казённых товаров. Помещения Гостиного двора предназначались не только для хранения и продажи казённых товаров, но и для предоставления в аренду иногородним и иностранным купцам. Из Ильинских ворот кремля шла большая дорога на Кириллов-Белоозеро по Троицкой улице(ныне Бурмагиных).

## Кремль во второй половине XVII века — начале XIX века
В описи 1657 года отмечалось, что уже не было деревянных стен с северной и западной сторон. Каменные башни и стены сильно разрушились. К этому времени крепость уже потеряла своё значение. Камень, кирпич используются для строительства церквей и гражданских зданий. После паводка реки Вологды в 1670 году, когда весенние воды размыли земляной вал крепости от Водяных ворот до Ильинского рва, крепость больше не восстанавливалась. В 1780 году часть каменных башен ещё существовала. Но в 1822 — 1823 году при генерал-губернаторе Брусилове при устройстве бульваров разбирается последняя башня вологодской крепости — Пороховая башня.
Рвы на современных Октябрьской и Ленинградской улицах засыпаны.
Первый генеральный план Вологды 1780 года основывался на сохранившихся каменных стенах кремля. Его территория была принята за композиционный центр. От него расходились радиальные улицы — лучи: Центральная улица — Пятницкая начинается от Софийского собора, Восточная радиальная улица идёт от Соборной площади по Большой Благовещенской улице (современная улица Батюшкова) и Глинковской набережной (улица Мира). Петербургская (Ленинградская улица) должна была стать западной радиальной улицей.

## Кремль в XX—XXI веке

Территория Города на современной карте Вологды

Территория кремля XX—XXI века — исторический и торговый центр Вологды, носящий редкоупотребляемое название Город (Насон — город). Следы оборонительных сооружений сейчас можно увидеть в виде рвов — прудов парка ВРЗ и реки Золотухи, вала в парке ВРЗ и в фундаментах торговых рядов на улице Мира.
В 2011 году вологодские археологи провели раскопки на территории, на которой должны были находиться Пречистенская и Каменная башни, а также прясла между ними. В ближайшее время найденную крепость внесут в федеральный реестр памятников. Планируется, что найденные во время раскопок артефакты будут экспонироваться с 2013 года в Вологодском историко-архитектурном музее-заповеднике.

## Основные памятники кремля
В Вологде сохранились современные кремлю памятники: Софийский собор, комплекс Архиерейского двора, церковь Покрова XVIII века, построенная на месте одноимённой церкви с приделом Иоакима и Анны, бывшим в XVI веке самостоятельным дворцовым храмом.

Сохранившиеся оборонительные сооружения вологодского кремля
Пруд и вал в парке ВРЗ — остатки оборонительных сооружений Вологодского кремля.
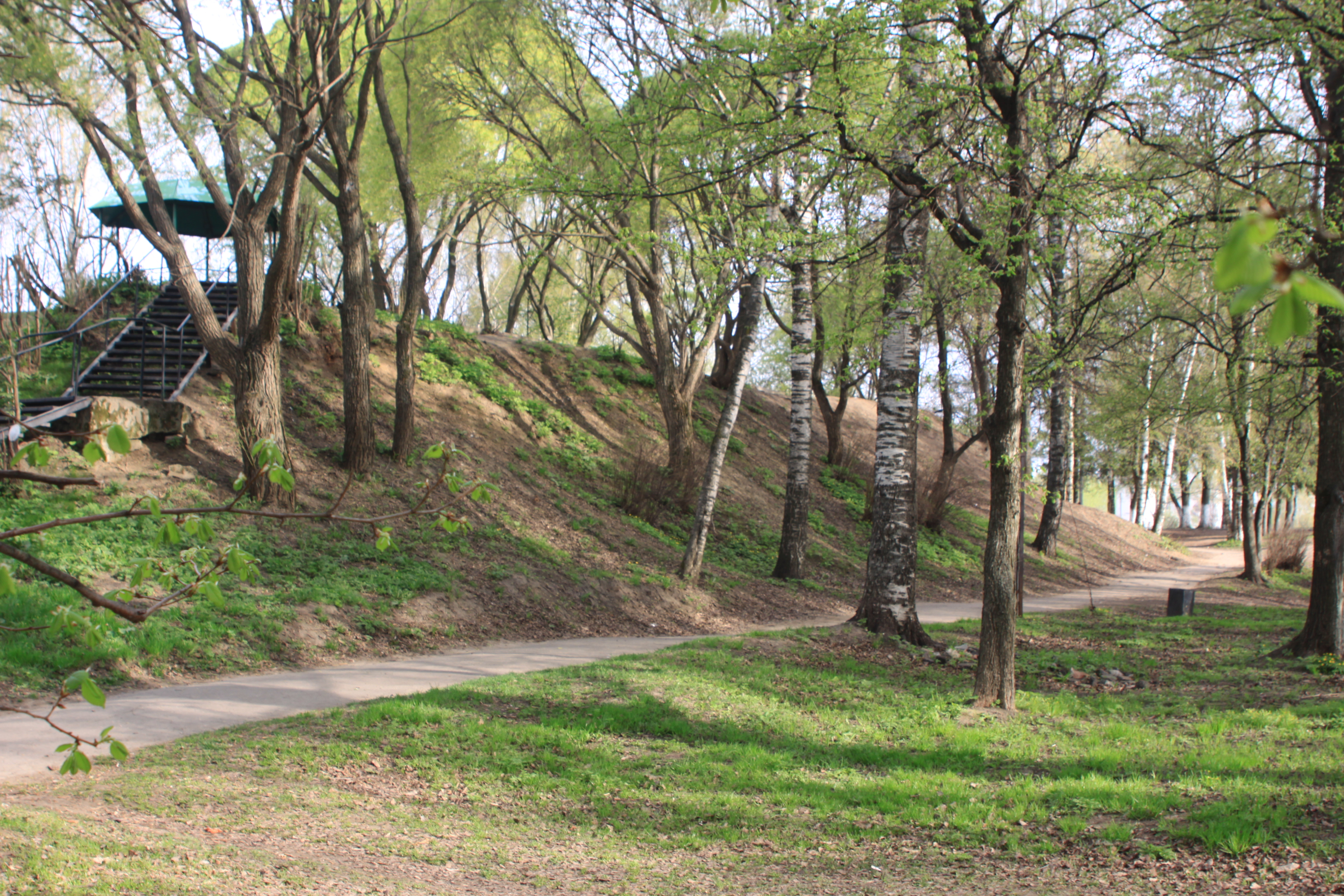
Вал в парке ВРЗ.
Засыпанный ров, бывший Пятницкий пруд. Стадион государственного университета на ул. Ленинградской.

### Софийский собор и колокольня
Софийский собор построен в 1568—1570 годах по приказу Ивана Грозного, как главное культовое здание кремля. В 1686—1688 году расписан артелью Дмитрия Плеханова. В 1923 году службы в соборе прекратились и с этого времени Софийский собор действует, как музей (Вологодский государственный историко-архитектурный и художественный музей-заповедник).

### Архиерейский двор
Комплекс построек, резиденция вологодских епископов, перенесённые внутрь кремля, к Софийскому собору в 1580-х годах. Каменные стены и основные здания Архиерейского двора построены в XVII—XVIII веках. В настоящее время за Архиерейским двором укрепилось название «вологодский кремль».
В Архиерейском дворе находятся основные экспозиции Вологодского музея-заповедника.
В 2023 году началась реставрация объектов Архиерейского двора, которого в наши дни называют вологодским кремлём. Работы стартовали на двух самых старых объектах архитектурного комплекса — Пятницкой башне и Северной стене. На 2024 год запланирован конкурс на продолжение реставрационно-восстановительных работ: это одноэтажный, двухэтажный корпуса, Юго-Западная башня, Западная стена и замена всех инженерных коммуникации.
В 2019 году директор музея-заповедника Юлия Евсеева оценивала стоимость работ в 2 млрд рублей. В 2023 году объявлено, что на рестраврацию 19 объектов потратят 4,4 миллиарда.